# Metal Gear Solid 2: Sons of Liberty
Metal Gear Solid 2: Sons Of Liberty (jap. メタルギア ソリッド2　サンズ・オブ・リバティ Metaru Gia Soriddo 2 Sanzu obu Ribati) – japońska gra komputerowa z serii Metal Gear, wyreżyserowana przez Hideo Kojimę i wydana przez Konami w 2001 roku. Jest to czwarta gra z serii Metal Gear i sequel Metal Gear Solid. Pierwsze wydanie ukazało się tylko na PlayStation 2, natomiast wydanie rozszerzone zatytułowane Metal Gear Solid 2: Substance – na PlayStation 2, Microsoft Windows i konsolę Xbox. Część druga stała się jeszcze większym przebojem niż część pierwsza, sprzedając się w większej ilości egzemplarzy (ponad 7 milionów).

## Fabuła
Tanker Incident

Dwa lata po wydarzeniach na wyspie Shadow Moses, Solid Snake i Hal Emmerich pracują razem dla Philanthropy – organizacji zwalczającej produkcję nowych Metal Gearów. Dowiadują się, że nowy typ Metal Geara jest transportowany przez rzekę Hudson. Gdy Snake dostaje się na pokład statku, odkrywa, że Revolver Ocelot wraz z grupą rosyjskich najemników planuje ukraść Metal Geara.
Big Shell Incident

Dwa lata po wydarzeniach na tankowcu, morska oczyszczalnia leżąca 30 km od Nowego Jorku zostaje przejęta przez terrorystów nazywających siebie Synami Wolności, którymi dowodzi sam Solid Snake. Na ratunek uwięzionym tam politykom zostaje wysłana drużyna Navy SEALs oraz nowy agent FOXHOUND – Raiden.

## Rozgrywka
Rozgrywka nie różni się znacznie od tej w części pierwszej – kamera umiejscowiona jest pod pewnym kątem nad głową bohatera, która miejscami zmienia swoje ułożenie. W widoku z pierwszej osoby (FPP) gracz ma możliwość lepszego wycelowania w przeciwnika i strzelenia, czego nie można było robić w poprzedniku. Prócz pasku zdrowia został dodany również pasek staminy (głównie u bossów), dzięki czemu, przy odpowiedniej broni, można przejść grę nikogo przy tym nie zabijając.

## Kontrowersje
Pomimo iż Metal Gear Solid 2 jest najlepiej ocenioną przez recenzentów grą w serii, wśród fanów gra wywołuje mieszane uczucia. Głównym zarzutem jest pojawienie się postaci Raidena, którego scenariusz jest dużo dłuższy od scenariusza Snake'a, co nie spotkało się z aprobatą fanów.

## Substance
Metal Gear Solid 2: Substance to rozszerzone wydanie Sons of Liberty wydane w 2002 roku na PlayStation 2, PC i konsolę Xbox. Wydanie to zawiera pewne dodatki względem wersji pierwotnej.
- Tryb Boss Survival, w którym jest możliwość ponownej walki ze wszystkimi bossami.
- Dodatkowa gra Skateboarding, która rozgrywką przypomina grę z serii Tony Hawk’s. Jest dostępna tylko na PS2.
- Seria pięciu Snake Tales w których głównym bohaterem jest Solid Snake – jest to w pewnym sensie rekompensata za częściowy brak Snake'a w drugim scenariuszu Raidena.
- 500 treningowych misji.
- Tryb Casting Theater, w którym gracz ma możliwość obejrzenia wstawek filmowych z gry i manipulowania bohaterami (np. zamieniając jakąś postać na taką, której normalnie w danej scenie nie ma).
- Alternatywne nazwy nieśmiertelników.
- Alternatywne kolory gogli termowizyjnych.

## Obsada
W przeciwieństwie do części pierwszej, aktorzy z angielskiej wersji Sons of Liberty nie użyli pseudonimów w napisach końcowych:
| Aktor                                                                              | Postać                  |
| ---------------------------------------------------------------------------------- | ----------------------- |
| David Hayter                                                                       | Solid Snake             |
| Quinton Flynn                                                                      | Raiden                  |
| Christopher Randolph                                                               | Hal "Otacon" Emmerich   |
| Paul Eiding                                                                        | Gen. Campbell           |
| Lara Cody                                                                          | Rosemary                |
| John Cygan                                                                         | Solidus Snake           |
| Maura Gale                                                                         | Fortune                 |
| Phil LaMarr                                                                        | Vamp                    |
| Barry Dennen                                                                       | Fatman                  |
| Patric Zimmerman                                                                   | Revolver Ocelot         |
| Cam Clarke                                                                         | Liquid Snake            |
| Vanessa Marshall                                                                   | Olga Gurlukovich        |
| Jennifer Hale                                                                      | Emma "E.E." Emmerich    |
| Greg Eagles                                                                        | Peter Stillman          |
| Peter Renaday                                                                      | Richard Ames            |
| Paul Lukather                                                                      | Prezydent James Johnson |
| Earl Boen                                                                          | Sergei Gurlukovich      |
| Kevin Michael Richardson                                                           | CMC Scott Dolph         |
| Kim Mai Guest                                                                      | Mei Ling                |
| Nancy Linari                                                                       | Komputer                |
| Dean Scofield                                                                      | Johnny Sasaki Navy SEAL |
| Neil Ross Dee Bradley Baker Jeff Doucette Dominic Armato                           | Navy SEAL               |
| Michael Bell Richard Gilbert-Hill Roger Rose Michael Gough William Morgan Sheppard | Żołnierze GRU           |
| Sanae Shintani                                                                     | Arsenal Gear            |